# 三人麻雀
三人麻雀（さんにんマージャン）とは、3人で行う変則麻雀である。略称は三人打ち、3打ち、もしくは三麻（サンマ）、さらに秋刀魚と当て字することができる。これに対して通常の4人麻雀のことを四麻（ヨンマ）ということもある。

## 概要
元々は4人集まらなければできない麻雀だが、4人目がいなかった場合の暇つぶし程度の遊びとして始まったと考えられている。昭和初期には配列の手間を省くためなどの理由で特定の牌を除外した三人麻雀のルールが存在していた。三人麻雀は戦後、四国地方を中心に盛んとなり、関西地方を経て関東地方に広まったとされる。
三人麻雀では基本的に二萬 - 八萬を除外した27種108枚の牌を用いるが、地域（特に西日本の瀬戸内側）によっては、萬子の代わりに索子の二索 - 八索を除外する所もある。理由としては萬子の方が分かりやすいと言うものであるが、緑一色ができない代わりに「百万石」というローカルルールを採用する所と、採用しない所がある。他にも別の牌を除外したり、五萬は残す、また花牌を用いるルールも存在する。点数の処理や開始点などのルール変更もある（後述）。
上記のように使用する牌が少なく抜きドラも採用することが多いため、
- 高い手が簡単に、しかも早く出来る。相対的に么九牌[1]の比率が高いため、混老頭などの難易度の高い役が出来やすい。
- 使用する牌の数が少ないため、手を縦（対子・暗刻系）にも横（順子系）にも伸ばしやすい。
- 回転（ゲームの進行）が早い。1ゲーム単位で場代を徴収する雀荘側としては歓迎されるルールである。

といった側面もあり根強い愛好者も多い。中京圏以西では三人麻雀専門の雀荘も存在する（現在の首都圏でも三人麻雀のフリー雀荘を打てる店が少数ながら存在する）ほか、オンライン麻雀でも三人打ち用の卓が存在するところも多い。現在発売されている全自動麻雀卓は、設定次第で三人麻雀も出来るようになっていることが多い。

## 通常の麻雀とのルールの変更点
- 前述のとおり基本的に二萬 - 八萬を抜いた27種108枚で行うが、抜く牌・残す牌を変える事もある。
- 北家がいない（席の位置関係に関わらず、親から反時計回りの順に南家・西家が決定する）。ただしハウスによっては4人でプレイすることもあり、この場合は北家が抜け番となる。この場合の北家は、役満祝儀等を支払うだけの存在になってしまう。
- チーができない（早アガリ防止のため）。しかし横須賀麻雀などではチーも可能。また同じ理由（加えてドラが多いため）で喰いタンであがれなかったり、先付けであったりする（関西三麻に多い）。
- 北抜きおよび花牌といった抜きドラを採用する場合がある。
- 東南戦の場合、東南ともに3局ずつの合計6局（流局を数えない場合）。また、西場まで行う東南西戦とする場合もある。
- 途中流局がない（三風子連打、三人立直などを採用している場合もある）。
- 普通のドラは全て有効。裏ドラ、槓による新ドラ、槓裏も同様である。
- 萬子は1と9のみ。これにより、三色同順は消滅する（三色同刻は可能だが、完成しても認めないことがある）。また、花牌の代わりに五萬を入れるルールもある。この五萬はドラとすることも多い。
  - これにより、ドラ表示牌が一萬の場合は九萬がドラとなる（五萬がある場合は表示牌一萬のときドラ五萬、表示牌五萬のときドラ九萬）。
- 王牌を残さず、ドラ表示牌までツモる場合もある。その場合、流し役満を採用する場合がある。

### 北風牌の扱い
北風牌の扱いについてはルールによって大きく差がある。
- 北は常に役牌とする（共通役牌と呼ぶ）[2]。
- 北は抜きドラとする。
- 北は常にドラとする[3]。
- 両方可とするルールや、単なる客風牌とするルール、抜きドラにはせず常時ドラとするルールもある。抜きドラ扱いする場合、北だけでなく一萬と九萬も抜きドラとすることもある。
- 抜きドラのルールにおいて国士無双や四喜和など、抜きドラを使わなければ役が成立しない場合（役満が大半）を除いて抜きドラ扱い（特に北）の牌を手牌で使用すること、また河に捨てる（絶対的な安牌になるため）事を原則として禁じるルールもある。この場合、手牌で使用したり河に捨てた場合にはアガリ放棄などの罰則が適用されることがある。また、抜きドラを抜いた時にそれがロン牌（国士無双・北待ちなど）ならば和了宣言をしても良いとするルールもある（これを搶北（チャンペー）という場合もあるが、搶槓のような役はつかない。役満に限るなどの制限がある場合もある）。なお、字牌をまったく使わない京都ルールでは北風牌も当然存在しない。抜く行為を暗槓と同様とみなし、一発や天和・地和などを不成立にするという効果を持つとされることもある（一発のみ無効とすることもある）。

### 得点計算・開始点・ウマなど
- 1000点未満の点数を切り上げることがある。この場合、連荘の際の積み棒は1本当たり1000点として扱う事もある。
- 前述のとおり高い手が早くしかも簡単に出来やすいために、開始点が25000点程度の場合は東場でも飛んでしまう事がしばしばある。このために開始点数を30000点、ないし35000点などに引き上げる事もある。またウマは2位が一律0だったり、原点を境にそれぞれ変化するなどもある（MJ4の三人打ちでは、2位の点数結果が開始点（25000点）以下なら-10、それ以上なら0となっている。差分-10はそのまま1位に加算）。

### ツモとロンの差
北家がいないため、ツモ和了とロン和了で授受点数に差異が生じる。その処理には各種あり、三人打ちの戦略に影響を及ぼす事がある。
- そのまま計算し、ツモ和了の場合は北家分の得点が入らない。即ちロン和了よりも親ならば約1/3分、子ならば約1/4分低い点数になる。これをツモ損という。最も簡単な処理である反面、振ってもらう（ロン和了）方が得であるために闇聴や愚形リーチの方が有利など戦略が4人打ちと変わる事がある。
- ツモ和了の時は他家2人の支払い分に、それぞれ1000点を加算する。これを千点加符という。
- ロン和了の点数をベースとして子のツモ和了の場合は親と子の支出がほぼ2:1となるようにし、親のツモ和了の場合は2人の子の支出が同点になるようにする。これを丸取りという。点数の親:子の割合の点では4人打ちに最も近いが、子の満貫などの3の倍数でない点数の場合は100点単位になってしまうこともあるので計算がやや煩雑である。
- 北家の支払い分のみを折半し、それぞれの支払い分に加算する。子のツモ和了の場合は親と子の支出がほぼ5:3、親のツモ和了の場合は2人の子の支出が同点となる。これも丸取りの一種である。
- 子のツモ和了に、点数が3の倍数の時（3900点、跳満など）には支出の割合を親:子でほぼ2:1、それ以外の場合は北家分を折半してほぼ5:3にし親の和了時には2人が同点の支出になる。前述の2つの丸取りの折衷案である。
- 親子関係なく、ツモ和了の点数を半分ずつ負担する。これを折半払いという。
- 子のツモ和了の場合は北家の収支をすべて親が受け持ち、親のツモ和了の場合は2人の子が折半して受け持つ。これを親3倍かぶりという。
- ツモった場合、ロン和了相当の点数を2人から受け取る（収入は2倍になる）。これを倍取りという。京都ルールや東京ルールに多い。
- ツモ和了の授受点数を変えず、ロン和了の点数を親2/3倍・子3/4倍する（ツモ損の得点をロン和了にも適応）。このルールが採用される事は少ない。

#### 比較表
| ルール                      | 親の和了 | 親の和了                  | 子の和了 | 子の和了                       | 採用しているオンライン麻雀              |
| ルール                      | ロン和了 | ツモ和了 （子一人の支出） | ロン和了 | ツモ和了 （子の支出/親の支出） | 採用しているオンライン麻雀              |
| --------------------------- | -------- | ------------------------- | -------- | ------------------------------ | --------------------------------------- |
| ツモ損                      | 48000    | 32000 （16000）           | 32000    | 24000 （8000/16000）           | 天鳳、Maru-Jan、雀魂、麻雀一番街        |
| 千点加符                    | 48000    | 34000 （17000）           | 32000    | 26000 （9000/17000）           |                                         |
| 丸取り1                     | 48000    | 48000 （24000）           | 32000    | 32000 （10700/21300）          | MJ3                                     |
| 北家の収支を折半（丸取り2） | 48000    | 48000 （24000）           | 32000    | 32000 （12000/20000）          | MJ4、MJ5、セガNET麻雀 MJ Arcade、天極牌 |
| 折半払い                    | 48000    | 48000 （24000）           | 32000    | 32000 （16000/16000）          | 麻雀格闘倶楽部、真・雀龍門、雀龍門M     |
| 親3倍かぶり                 | 48000    | 48000 （24000）           | 32000    | 32000 （8000/24000）           |                                         |
| 倍取り                      | 48000    | 96000 （48000）           | 32000    | 64000 （32000/32000）          |                                         |
| ロン和了の収支を調整        | 32000    | 32000 （16000）           | 24000    | 24000 （8000/16000）           |                                         |

## 種類

### 東天紅
符と翻数ではなく、各役ごとの点数を合計する特殊な計算法による三麻。関東三麻、東京三麻とも呼ばれる。

### 関西三麻
主に関西で行われている三人麻雀の一形態である。
- 北または花牌が抜きドラであることが多い。
- 4枚の五筒と4枚の五索をすべて赤ドラにしているルールが大半である。「全赤」と通称される。
- 数え役満は14翻（場ゾロ込みで16翻）必要と定めていることがある。
- 小車輪は6翻役、大車輪は役満としていることがよくみられる。ただし4人麻雀における一般的な定義（大車輪）とは異なっており、小車輪は混一色・七対子の複合形、大車輪は清一色・七対子の複合形に対して与えられる。色の制約はない。
- 半荘制・完全先付け・喰いタン無しで行われることが多い。
- 連荘は東場はテンパイ連荘（全員ノーテンなら連荘）、南場はノーテンでも連荘とすることが多い。
- ツモあがればツモの2符が付くのでピンフの定義「加符点の無いあがり」ではなくなることから、ピンフは消滅してしまうのが殆どのルールである。
- 三色同刻が1か9でしか出来ないため、三連刻と四連刻を採用していることが多い。
- 七対子の4枚使いは可としているのが殆どである。
- 王牌を14枚残しにせず、ドラ表示牌の横までツモるルールもある。
- ブー麻雀のルールを引用しているため、同巡ツモは不可とするルールが殆どである。
- リーチを掛けた後、ツモった牌を暗カンしなかった場合、チョンボになるルールが殆どである。
- 裏ドラは1枚に付き1飜とは別に1枚に付き1枚の裏チップが付き、それは清算時に5000点相当の計算になるのが一般的である。

### 京都三麻
京都で行われる三人麻雀の一形態で、ポンリーとも呼ばれる。他の三人麻雀とは大幅に異なるルールが採用されている。
- 字牌をすべて除いた27種108枚の牌で行う。このため、字牌を必要とする以下の役は作ることができない。
役牌、混全帯么九、混一色、混老頭、小三元、国士無双、大三元、小四喜、大四喜、字一色
- 王牌を残さない。
- 表ドラが存在しない。和了後、次のツモ牌をめくって指標牌としドラを決定する。指標牌の次の数字の牌がすべてドラになる（例えば、7萬がドラ表示牌であれば8萬、8筒、8索がすべてドラになる）。海底牌・河底牌で和了したときはドラは無しとなる。
- リーチ縛りである。このため、ダマテンであがることができない（天和や地和も認められない）。また必然的に副露していてもリーチが可能で、これがポンリーの名の由来となっている。
- 得点計算が大きく異なる。符を計算せずリーチのみのアガリを1点（門前ならば2点）とし、1翻毎に倍にする。青天井計算で、役満となる役は15翻で計算する。また、ツモあがりの時は2人から同額をもらえる（収入が2倍になる）。
- 圏風・門風がないため、和了した者が親となる（点数が増えるなどの特典はない）。半荘単位ではなく、時間で区切る。通常、一定時間後に設定した目覚まし時計を伏せておき目覚まし時計が鳴ると局の途中であっても即座に終了となる。
- 点数のやり取りを、点棒ではなくチップで行う。通常、ボウルにチップを入れてサイドテーブルに置く。

### 新三麻
- 使用する牌は34種各3牌、合計102牌。
- 得点計算は、ロン和了の場合は四麻と同じ。親のツモ和了は子が折半。子のツモ和了は親と子の支払いを5:3とする。
- 他はすべて4人打ちの麻雀と同じ。たとえば上家からのチーもできる。このことから「三人四麻」とも呼ばれる。